# Xiphoids
Xiphoids is een computerspel dat werd ontwikkeld door Jonas Olofsson voor de Commodore 64. Het spel werd uitgebracht in 1992 door CP Verlag/Magic Disk 64. Het spel is een multiscrolling Shoot 'em up.